# Андріївська сільська рада (Чернігівський район)
Андрі́ївська сільська рада — орган місцевого самоврядування у Чернігівському районі Чернігівської області. Адміністративний центр — село  Андріївка.

## Загальні відомості
Андріївська сільська рада утворена в 1919 році.
- Територія ради: 59,713 км²
- Населення ради: 879 осіб (станом на 2001 рік)

## Населені пункти
Сільській раді підпорядковані населені пункти:
- с.  Андріївка

## Склад ради
Рада складається з 14 депутатів та голови.
- Голова ради: Слюсар Ніна Петрівна
- Секретар ради: Белоколоша Валентина Миколаївна

### Керівний склад попередніх скликань
| ПІБ                  | Основні відомості                                                         | Дата обрання | Дата звільнення |
| -------------------- | ------------------------------------------------------------------------- | ------------ | --------------- |
| Слюсар Ніна Петрівна | Сільський голова, 1956 року народження, освіта вища                       | 26.03.2006   | 31.10.2010      |
| Слюсар Ніна Петрівна | Сільський голова, 1956 року народження, освіта вища, член Партії регіонів | 31.10.2010   |                 |

Примітка: таблиця складена за даними джерела

### Депутати
За результатами місцевих виборів 2010 року депутатами ради стали:

#### За суб'єктами висування
| Суб'єкт висування | Кількість обраних депутатів | %    |
| ----------------- | --------------------------- | ---- |
| Самовисування     | 12                          | 85,7 |
| Партія регіонів   | 2                           | 14,3 |

#### За округами
| № округу        | Прізвище, ім'я, по батькові     | Дата визнання обраним | Освіта             | Партійна приналежність                  | Відомості про обраного депутата                                                          |
| --------------- | ------------------------------- | --------------------- | ------------------ | --------------------------------------- | ---------------------------------------------------------------------------------------- |
| Партія регіонів |                                 |                       |                    |                                         |                                                                                          |
| 5               | Шкурат Юрій Олексійович         | 04.11.2010            | середня            | член Партії регіонів                    | тимчасово не працює                                                                      |
| 6               | Сиза Марія Яківна               | 04.11.2010            | середня спеціальна | член Партії регіонів                    | управління праці та соціального захисту населення, соц.робітник                          |
| Самовисування   |                                 |                       |                    |                                         |                                                                                          |
| 1               | Вовк Олена Олександрівна        | 04.11.2010            | вища               | член Партії регіонів                    | Андріївська загальноосвітня школа І-ІІІ ст., вчитель                                     |
| 2               | Єрко Катерина Олександрівна     | 04.11.2010            | середня спеціальна | позапартійна                            | пенсіонер                                                                                |
| 3               | Перелука Лариса Іванівна        | 04.11.2010            | вища               | позапартійна                            | Андріївська загальноосвітня школа І-ІІІ ст., вчитель                                     |
| 4               | Єрмоленко Олександр Павлович    | 04.11.2010            | вища               | член Політичної партії «Сильна Україна» | підприємець                                                                              |
| 7               | Галько Марина Миколаївна        | 17.05.2015            | вища               | позапартійна                            | Департамент інформаційної діяльності та комунікацій з громадськістю, головний спеціаліст |
| 8               | Мосійчук Ніна Миколаївна        | 04.11.2010            | середня спеціальна | позапартійна                            | Андріївська сільська рада, головний бухгалтер                                            |
| 9               | Циндук Михайло Андрійович       | 04.11.2010            | середня            | позапартійний                           | СТОВ «Андріївське», інженер                                                              |
| 10              | Белоколоша Валентина Миколаївна | 04.11.2010            | вища               | позапартійна                            | Андріївська сільська рада, секретар                                                      |
| 11              | Якубець Віра Григорівна         | 04.11.2010            | середня            | член Народної партії                    | Андріївська сільська рада, рахівник, касир                                               |
| 12              | Бешота Михайло Іванович         | 04.11.2010            | середня            | член Соціалістичної партії України      | Бобровицький молокозавод, приймальник молока                                             |
| 13              | Лукашевич Володимир Іванович    | 04.11.2010            | вища               | член Політичної партії «Наша Україна»   | пенсіонер                                                                                |
| 14              | Туровець Анатолій Степанович    | 04.11.2010            | середня            | член Народної партії                    | Ревунівське лісництво, лісник                                                            |